# Taokeng (sockenhuvudort i Kina, Hunan Sheng, lat 26,67, long 113,75)
Taokeng (kinesiska: 桃坑, 坑口圩, 桃坑乡) är en sockenhuvudort i Kina. Den ligger i provinsen Hunan, i den södra delen av landet, omkring 190 kilometer sydost om provinshuvudstaden Changsha. Antalet invånare är 9 654. Befolkningen består av 4 738 kvinnor och 4 916 män. Barn under 15 år utgör 18,0 %, vuxna 15-64 år 69 %, och äldre över 65 år 11,0 %.
Runt Taokeng är det ganska tätbefolkat, med 93 invånare per kvadratkilometer. Närmaste större samhälle är Xiayang, 19,9 km söder om Taokeng. I omgivningarna runt Taokeng växer i huvudsak blandskog.
Genomsnittlig årsnederbörd är 1 971 millimeter. Den regnigaste månaden är maj, med i genomsnitt 295 mm nederbörd, och den torraste är oktober, med 26 mm nederbörd.